# 秋津環
秋津 環（あきつ たまき）はコットンソフト所属のゲームシナリオライター。
合資会社リメインのブランドであるClearの代表兼ライターとして活動後、同ブランドの解消により、かねてから親交のあったねこねこソフトに移籍、『ラムネ』以降の作品に関わった。ねこねこソフトの活動休止後、他のスタッフとともにコットンソフトを立ち上げた。

## 主な著作
- Moon Light 〜おもいでのはじまり〜
- Wing&Wind
- TALK to TALK
- てのひらを、たいように（たいように編）
- ラムネ（友坂鈴夏、鮎川美空(PS2版のみ)）
- レコンキスタ
- 麻雀
- ナギサの
- 誰かのために出来ること～Innocent Identity～
- キュアフル!